# Йо Фонлантен
Йо Фонлантен (на немски: Jo Vonlanthen) е бивш пилот от Формула 1. Роден е на 31 май 1942 година в Занкт Урсен, Швейцария.

## Формула 1
Йо Фонлантен печели швейцарското първенство на Формула 3 през 1972 г. Прави своя дебют във Формула 1 в Голямата награда на Австрия през 1975 година, като му е позволено да стартира едва след като Уилсън Фитипалди отпада от състезанието след претърпяна контузия по време на тренировка. В световния шампионат Фонлантен записва 1 състезание като не успява да спечели точки. Състезава се за отбора на Уилямс.